# 受注処理
受注処理（じゅちゅうしょり）とは、在庫状況を確認、顧客の信用状況をチェック、インボイス発行、売掛勘定処理などを含む広範で自動化されたプロセスである。
顧客から注文を受け、注文の処理状況を確認し、それらの情報を顧客と共有し、実際に注文に応じて顧客の下に届けるためのシステムを利用する。そうした受注処理は顧客にとって主要なインターフェースであるため顧客のサービスの感じ方ひいては満足度に大きな影響を与える。